# Die Zeit nach Gottes Willen

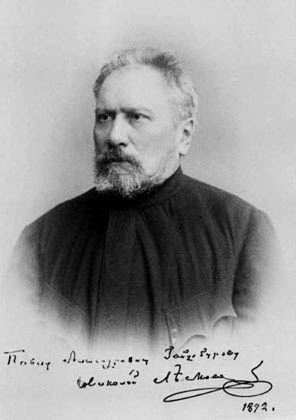
Nikolai Leskow im Jahr 1872

Die Zeit nach Gottes Willen (russisch Час воли божией, Tschas woli boschijei) ist ein Märchen des russischen Schriftstellers Nikolai Leskow, das 1890 im Novemberheft der Sankt Petersburger Zeitschrift Russkoje obosrenije (Russische Rundschau) erschien.

## Entstehung
Tolstoi hatte Ende der 1880er Jahre seinen Freund Leskow um ein Märchen gebeten, in dem die unten gestellten Fragen, die den Herrscher des Reichs quälen, von einem klugen, einfachen Mädchen aus dem Volke richtig beantwortet werden. Leskow schrieb das Märchen, aber Tolstoi gefiel die fertige Geschichte nicht – vielleicht, weil der König und die Bojaren als lächerliche Figuren dargestellt sind. Die Tüchtigen verstecken sich im Volke.

## Inhalt
König Dobrochot vermeidet Kriege, regiert auch sonst weise, will aber von seinen Bojaren Antwort auf die Frage: „Warum gibt es bei uns Hungrige und Frierende, und warum gedeiht und gelingt des einen Beginnen, des anderen aber nicht?“ Die Bojaren sinnieren und spalten sich in zwei Parteien. Die einen wollen die gute alte Zeit zurück und die anderen wollen harren, also auf die bessere Zukunft warten. Zwar kann König Dobrochot mit dem törichten Gerede der Bojaren nichts anfangen, doch seine alte ausländische Amme weiß weiter. Die Frau meint, drei fromme Einsiedler, die steinalten Gebrüder Dubowik, Polewik und Wodowik, wissen gewiss, warum dem König nichts gelingen will. Ausgeschickte königliche Boten holen die Drei aus Wald, Feld und Moor herbei. Leider schweigen die Alten, weil ihnen, jeder Jahrhunderte alt, die Sprache abhandengekommen ist. Bevor König Dobrochot nach seinen Bojaren um Hilfe rufen kann, überredet ihn die ausländische Amme ein zweites Mal. Der Herrscher folgt wiederum ihrem Rat; ruft seinen Hofnarren, den Guslispieler Rasljuljai. Dem Gaukler und Faulenzer gelingt das Kunststück. Die drei Schweiger machen den Mund auf. Auf die Frage des Königs, warum das Gute weder gedeiht noch gelingt, erwidert Dubowik: „Weil die Menschen nicht wissen, welche Zeit am bedeutsamsten ist.“ Polewik fügt bei: „Weil sie nicht wissen, welcher Mensch am nötigsten ist.“ Und Wodowik ergänzt: „Weil sie nicht wissen, welche Tat am wertvollsten ist.“ Da die Einsiedler in Rätseln gesprochen haben und hernach sogleich in ihr Schweigen zurückgesunken sind, setzt sie der König in seinem Palast fest. Den drei Alten gelingt die Flucht ins Freie auf Nimmerwiedersehen. Als die Bojaren nicht helfen können, springt die fremdländische Amme, die gerade einen diesbezüglichen prophetischen Traum gehabt hatte, zum dritten Mal in die Bresche. Nur eine lautere, selbstlose Jungfrau könne Antwort geben. Wieder wird der Guslispieler Rasljuljai ausgeschickt. Der Tagedieb sucht und findet das Rätsel lösende, junge, liebliche Mädchen hinter finsterem Tann auf einer Lichtung. In seiner Einfalt vervollkommnet das schöne Kind die drei Antworten der sonst schweigsamen Einsiedler: Die bedeutsamste Zeit ist die Gegenwart. Der Mensch ist am nötigsten, mit dem du es gerade zu tun hast. Und das Gute, das du diesem Menschen tust, ist die wertvollste Tat. Damit kann König Dobrochot etwas anfangen.
Das Ende der Geschichte: Den als recht erkannten Worten des Mädchens folgt die königliche Tat nicht. Es bleibt alles beim Alten. Die Zeit nach Gottes Willen ist noch fern.

## Deutschsprachige Ausgaben
Verwendete Ausgabe:
- Die Zeit nach Gottes Willen. Ein Märchen. Deutsch von Wilhelm Plackmeyer. S. 5–33 in Eberhard Reißner (Hrsg.): Nikolai Leskow: Gesammelte Werke in Einzelbänden. Das Tal der Tränen. 587 Seiten. Rütten & Loening, Berlin 1973 (1. Aufl.)